# Muchacha con flores
Muchacha con flores es un óleo sobre lienzo realizado por el pintor español Bartolomé Esteban Murillo entre 1665 y 1670. Sus dimensiones son de 120 × 98 cm.
La técnica utilizada por Murillo en este cuadro es ligerísima, impresionista y su coloración una de las más bellas de toda la obra del artista. La pintura muestra a una muchacha sentada ofreciendo sonriente las flores que lleva en su chal.
Se expone en la Dulwich Picture Gallery, Londres, Reino Unido.